# Wielki bazar kolejowy
Wielki bazar kolejowy (dokładnie: Wielki bazar kolejowy. Pociągiem przez Azję, tytuł ang. The Great Railway Bazaar. By train through Asia) – powieść podróżnicza Paula Theroux z 1975. Polskie tłumaczenie (Magdalena Budzińska) ukazało się w 2010 (Wydawnictwo Czarne).
Językiem reportażowym opisuje kolejową podróż odbytą przez autora, począwszy od 19 września 1973, a zakończoną w końcu grudnia. Książka była odpowiedzią na sztampową, według autora, narrację książek podróżniczych, opisujących wyłącznie radości i atrakcje turystyczne odwiedzanych okolic (Od książek podróżniczych wiało nudą. Nudziarze je pisywali i nudziarze czytali). Theroux kładzie nacisk na uciążliwości i nieprzyjemności związane z długotrwałą podróżą przez świat, a także ciemne strony odwiedzanych krajów i miast, jak również trudności związane z obcowaniem z współtowarzyszami podróży i różnego rodzaju urzędnikami, w tym reprezentującymi reżimy totalitarne.
Autor darzył kolej dużym sentymentem, co było przyczyną wyboru środka podróży. Odcinki niemożliwe do pokonania pociągami zostały przebyte samolotami, samochodami, promami lub autobusami.

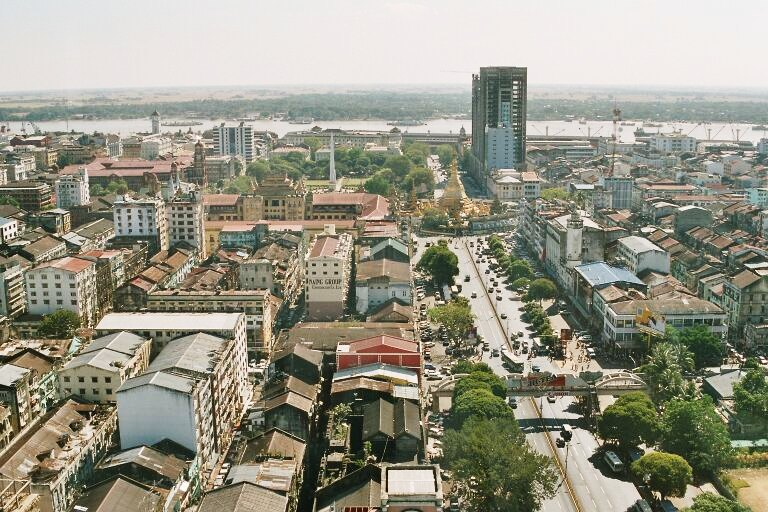
Rangun – jeden z etapów podróży autora

Trasa podróży opisanej w powieści, wiodła przez następujące kraje:
- Wielka Brytania – wyjazd z Londynu,

- Francja (Paryż),

- Włochy północne (Mediolan, Wenecja, Triest),

- Jugosławia (Belgrad),

- Bułgaria (Sofia),

- Turcja (Adrianopol, Stambuł, Ankara, Elazığ, Jezioro Wan),

- Iran (Teheran, Meszhed),

- Afganistan (Herat, Kabul, Przełęcz Chajberska),

- Pakistan (Peszawar, Lahore),

- Indie (Amritsar, Shimla, Delhi, Jaipur, Agra, Bombaj, Madras, Puducherry, Kalkuta),

- Sri Lanka (Kolombo),

- Birma (Rangun, Mandalaj, Maymyo, Naung Peng – wiadukt kolejowy),

- Tajlandia (Bangkok),

- Laos (Wientian),

- Malezja (Kuala Lumpur),

- Singapur,

- Wietnam (Sajgon, Biên Hoà, Đà Nẵng, Huế),

- Japonia (Tokio, Kioto, Aomori, Sapporo),

- ZSRR (Nachodka, Chabarowsk, Czyta, Irkuck, Nowosybirsk, Omsk, Swierdłowsk, Perm, Kirow, Moskwa),

- Polska (przejazd przez Polskę zawarty został w krótkich słowach – autor był już zmęczony przejazdem przez ZSRR, brakiem wizy tranzytowej do Polski i utracił chęć szczegółowego opisu),

- Niemcy,

- Holandia.

W 2008 Theroux wyruszył w drugą podróż podobnym szlakiem, by prześledzić zmiany społeczne i gospodarcze, które dokonały się przez następne trzy dekady. Swoje przemyślenia opisał w Pociągu Widmie do Gwiazdy Wschodu.